# Љехњица
Љехњица (слч. Lechnica) насељено је мјесто са административним статусом сеоске општине (слч. obec) у округу Кежмарок, у Прешовском крају, Словачка Република.

## Становништво
| Година:    | 1994. | 2004.   | 2014.    | 2024.   |
| ---------- | ----- | ------- | -------- | ------- |
| Број људи: | 287   | 315     | 266      | 263     |
| Разлика:   |       | +9,75 % | -15,55 % | -1,12 % |

| Година:    | 2023. | 2024.   |
| ---------- | ----- | ------- |
| Број људи: | 260   | 263     |
| Разлика:   |       | +1,15 % |

Према подацима о броју становника из 2011. године насеље је имало 271 становника.